# Périnée
Ne doit pas être confondu avec péroné.

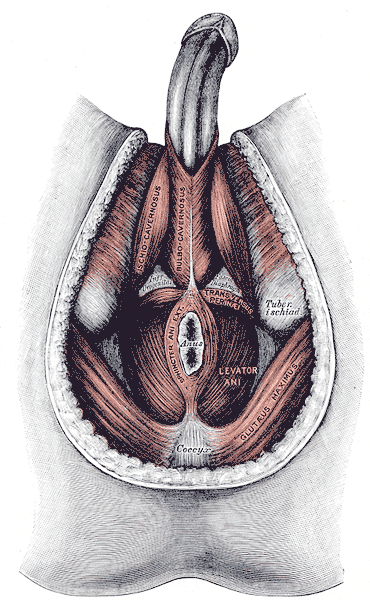
Espace périnéal superficiel masculin.

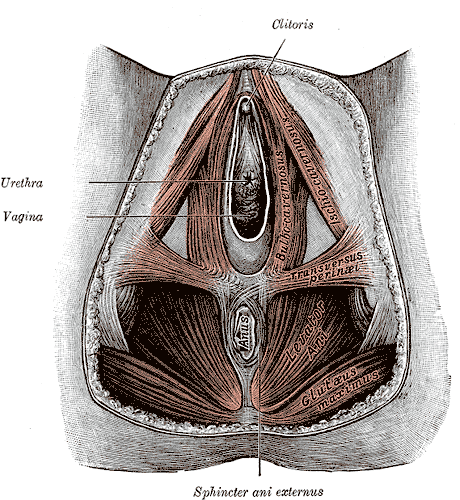
Espace périnéal superficiel féminin.

Le périnée (du latin : perineum, autour des voies évacuatrices), aussi appelé plancher pelvien, est la paroi inférieure du pelvis, fermant le détroit inférieur, et diffère entre l'homme et la femme.
Chez l'homme ou la femme, il contient l'extrémité inférieure des voies digestive, urinaire et génitale.

## Anatomie
Le périnée est une région en forme de losange orienté d'avant en arrière, convexe vers le bas, et située entre les racines des membres inférieurs. Ses limites sont la symphyse pubienne médialement en avant, les branches ischiopubiennes des os coxaux latéralement en avant, les ligaments sacrotubéraux latéralement en arrière, et le coccyx médialement en arrière. En haut (en profondeur) elle est limitée par le diaphragme pelvien. Ce losange est divisé en deux triangles par une ligne transversale imaginaire, un triangle antérieur urogénital et un triangle postérieur anal.

### Triangle anal
Le triangle anal est globalement similaire chez l'homme et la femme, si ce n'est qu'il est plus large chez la femme. Il contient le canal anal et les sphincters anaux ; une partie de l'artère pudendale interne et une de ses branches, l'artère rectale inférieure ; les veines accompagnant les artères mentionnées ; une partie du nerf pudendal et une de ses branches, le nerf rectal inférieur.

### Triangle urogénital
Le triangle urogénital est comparable chez l'homme et la femme, bien qu'il existe des différences évidentes. Chez la femme il contient l'orifice du vagin et le clitoris, et chez l'homme il contient la racine du pénis et y sont appendus le scrotum et le corps du pénis. La comparaison peut cependant se faire au niveau de la disposition des muscles et des espaces qui est similaire, avec un espace superficiel et un espace profond.
L'espace profond contient le muscle transverse profond et le sphincter urétral. Il est traversé par l'urètre. Chez la femme uniquement, cet espace contient également le muscle compresseur de l'urètre et le sphincter urétrovaginal et il est traversé par la portion distale du vagin.
L'espace superficiel contient les muscles ischio-caverneux, bulbo-spongieux et transverse superficiel. Chez la femme il comporte le clitoris, la partie distale de l'urètre et le vestibule du vagin ; chez l'homme il comporte la racine du pénis qui continue l'urètre. Cet espace contient par ailleurs l'extrémité distale des vaisseaux pudendaux internes et du nerf pudendal, ainsi que leurs branches, respectivement les artères périnéale et du pénis ou du clitoris et les nerfs périnéal et dorsal du pénis ou dorsal du clitoris.

### Muscle élévateur de l'anus

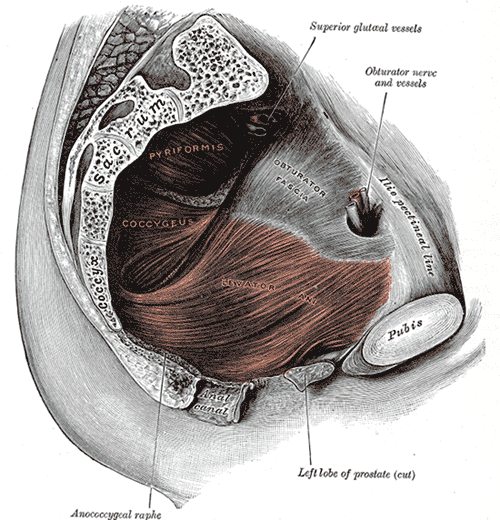
Muscle élévateur de l'anus du périnée.

Le périnée possède également un groupe de muscles profonds, appelé le muscle élévateur de l'anus. Il entoure les viscères en arrière, formant une sorte d’arcade tendineuse. Elle est plus au moins large selon l’anatomie de chaque individu. On distingue plusieurs faisceaux : 
- le muscle pubo-périnéal, le muscle pubo-vaginal chez la femme ou le muscle pubo-prostatique chez l’homme et le muscle pubo-anal formant le muscle pubo-coccygien ;
- le muscle ilio-coccygien ;
- le muscle pubo-rectal.

## Physiologie
Le périnée a pour rôles principaux la continence urinaire et fécale, et la reproduction pour partie. 
Les muscles du périnée jouent un rôle important pour la sexualité. Le plancher pelvien entoure le premier tiers du sexe féminin et le rend ferme et dynamique. Plusieurs études cliniques démontrent une corrélation positive entre le tonus du périnée d'une part et le désir et le plaisir des femmes d'autre part. Chez l'homme, un périnée tonique est un gage de la qualité érectile.
Muscler son périnée tout au long de sa vie est essentiel pour prévenir les problèmes d'incontinence et pour une sexualité plus épanouie.

## Pathologie

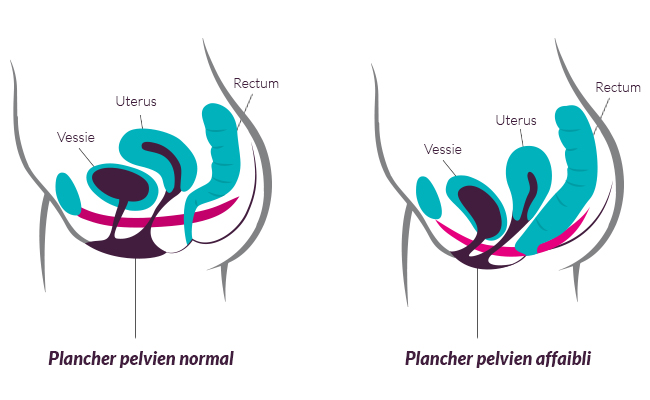
Plancher pelvien d'une femme.

Après l’accouchement, certaines femmes ont un relâchement du périnée. Elles doivent réacquérir son tonus.
Le périnée constitue la face inférieure du caisson abdominal. Des efforts musculaires abdominaux excessifs, ou un entraînement des abdominaux mal conduits, peuvent entraîner des lésions du périnée.

### Distance ano-génitale

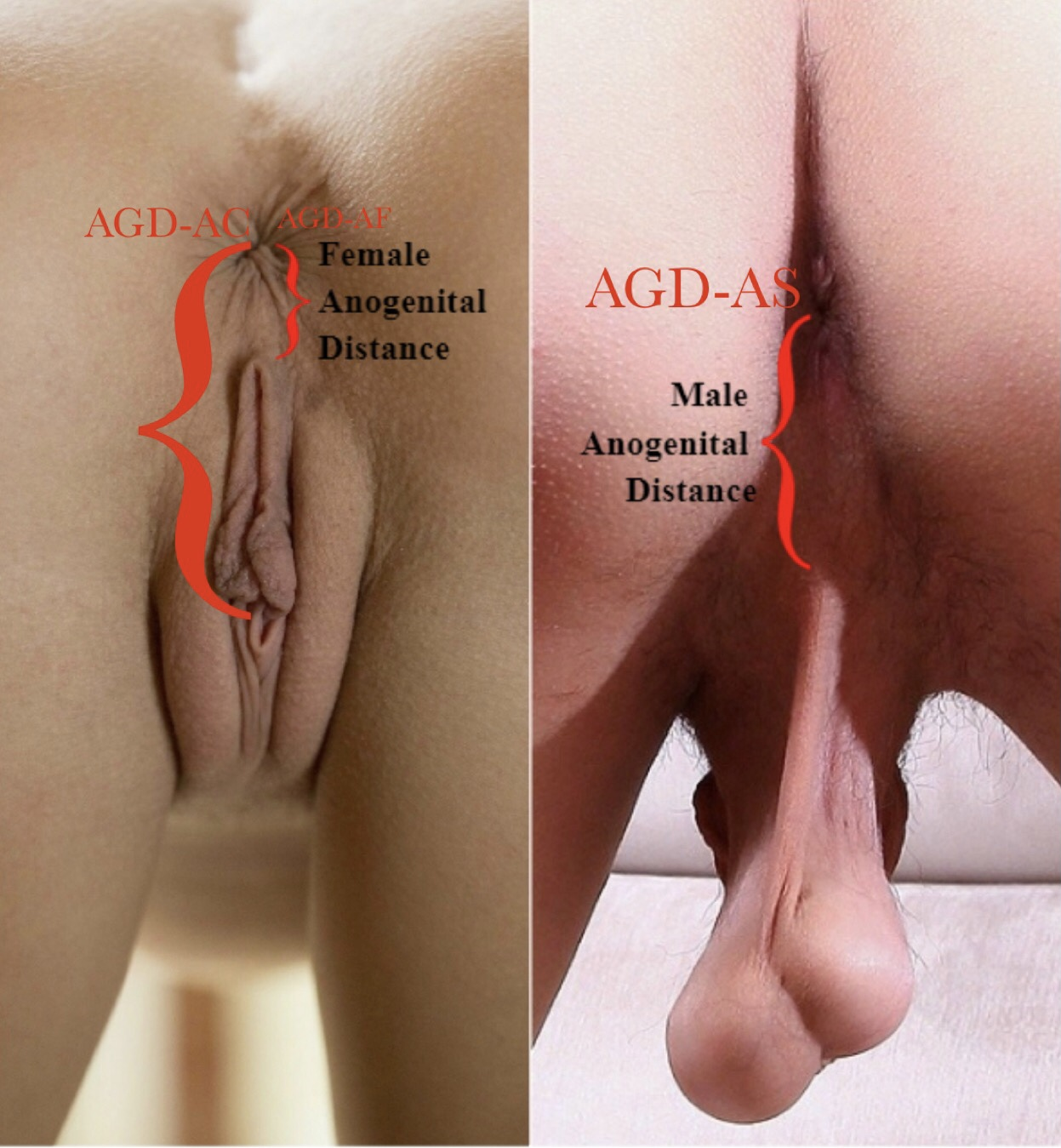
Distance ano-génitale.

La distance ano-génitale est une mesure utilisée pour traduire le taux de certaines hormones auxquelles l’individu a été exposé in utero ou peut-être dans la prime enfance,. D’abord développée et utilisée par les biologistes utilisant l’animal de laboratoire (ou sauvage) comme modèle animal, elle est depuis peu utilisée chez l’homme dans le cadre d’études sur les perturbateurs endocriniens. Il est fondé sur le fait que cette distance augmente chez le garçon lorsque, in utero, le testicule embryonnaire commence à produire de la testostérone. Du développement fœtal à la puberté, cette distance est contrôlée par les hormones[réf. nécessaire]. On a montré qu’une distance ano-génitale plus petite était un signe de féminisation des rongeurs mâles[réf. nécessaire], un indicateur qui traduit en fait une moindre exposition fœtale des cellules à la testostérone et qui s’accompagne souvent d’anomalies du développement des organes génitaux mâles (micropénis en particulier)[réf. souhaitée]. Chez l'homme la distance ano-génitale semble également corrélable avec un risque augmenté d’anomalies qui évoquent également une féminisation, qu’on suppose généralement due à des perturbateurs endocriniens lors de la vie fœtale, au moment de la formation des testicules.